# Feomelanina
La Feomelanina è un pigmento rosso che si trova anche nella pelle e nei capelli sia in individui di pelle chiara che scura. In generale le donne hanno più feomelanina degli uomini, e, quindi, la loro pelle è generalmente più rosata. La molecola conferisce un colore di tonalità dal rosa al rosso e, quindi, si trova in grandi quantità in particolare in soggetti dai capelli rossi. La feomelanina è particolarmente concentrata nelle mucose. Chimicamente, la feomelanina differisce dall'eumelanina per la presenza nell'oligomero di benzotiazina, invece di DHI e DHICA quando oltre alla tirosina è presente l'aminoacido L-cisteina. Analogamente alla precedente, per la diversità dei legami polimerici possibili, anche la feomelanina è presente in due tipi: rossa e gialla.